# Malamocco

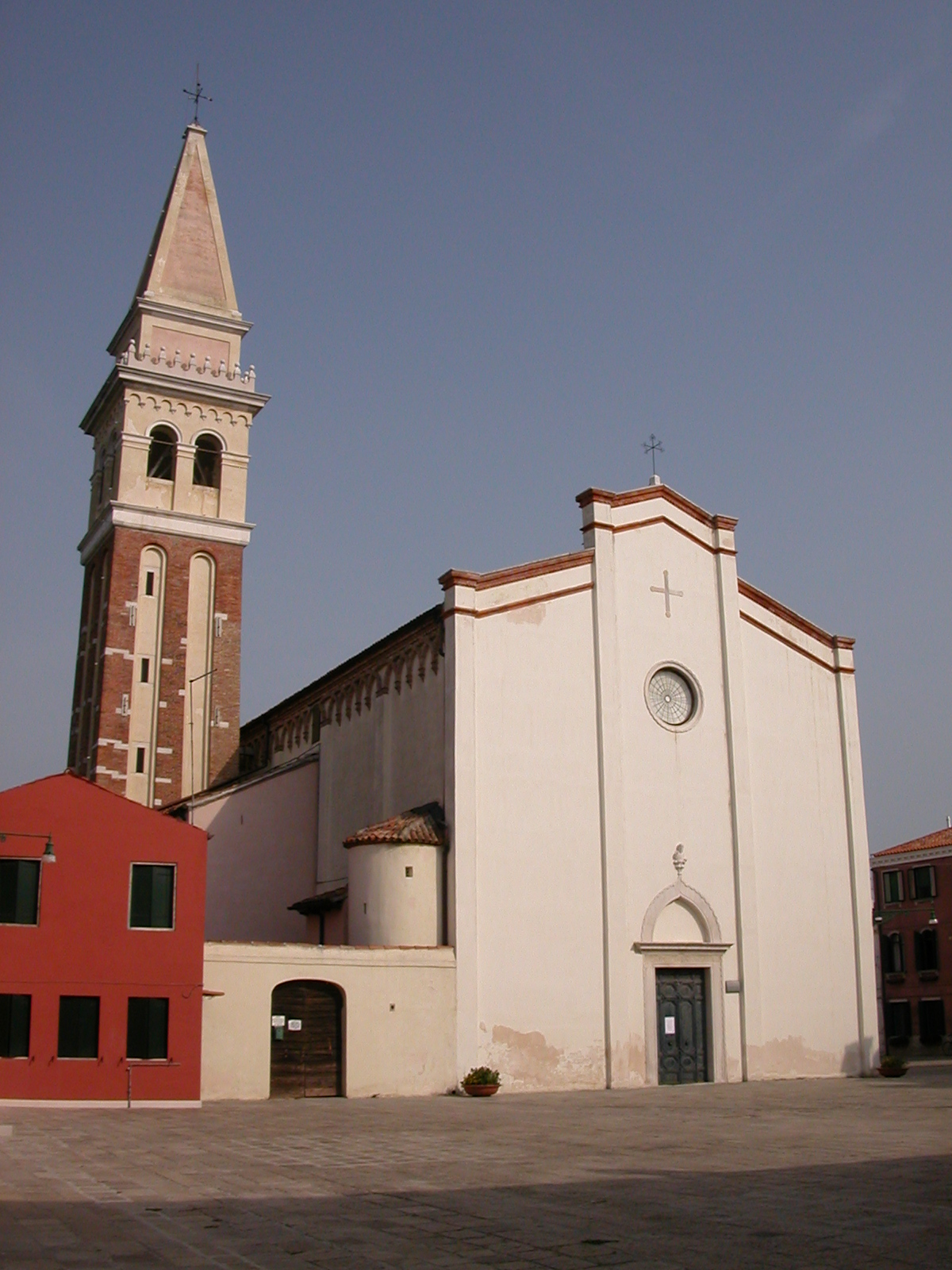
Santa Maria Assunta

Malamocco é uma das três entradas estreitas na barra de dunas costeiras conectando a Lagoa de Veneza com o Mar Adriático , juntamente com o Lido e Chioggia como entradas. A pequena localidade de Malamocco, em textos antigos dadas como Metamaucum, situa-se no extremo sul da ilha de Lido, a partir do qual um canal circular estreito separa ruínas do porto de pesca. A entrada real para a lagoa, porto degli Alberoni, está situado a alguns quilômetros mais ao sul.
Malamocco possui uma igreja paroquial, agora dedicada a Santa Maria Assunta, que data em parte do século XII, com adições nos séculos XIV e XV. O Palazzo del Podestà  do século XV em estilo gótico . Existe uma fortificação.
Theodatus , o segundo doge de Veneza (742-755), mudou a sede ducal de Eraclea para Malamocco, onde permaneceu até 812, quando foi transferido para o Rialto após o exílio de doge Obelerius , que voltou com o apoio de Malamocco em 832, mas foi derrotado e o distrito queimado. Durante o período da República , Malamocco foi um dos nove municípios da Dogado . Foi governado por um podestà (prefeito) eleitos para um mandato de dezesseis meses.